# Mariano Vara

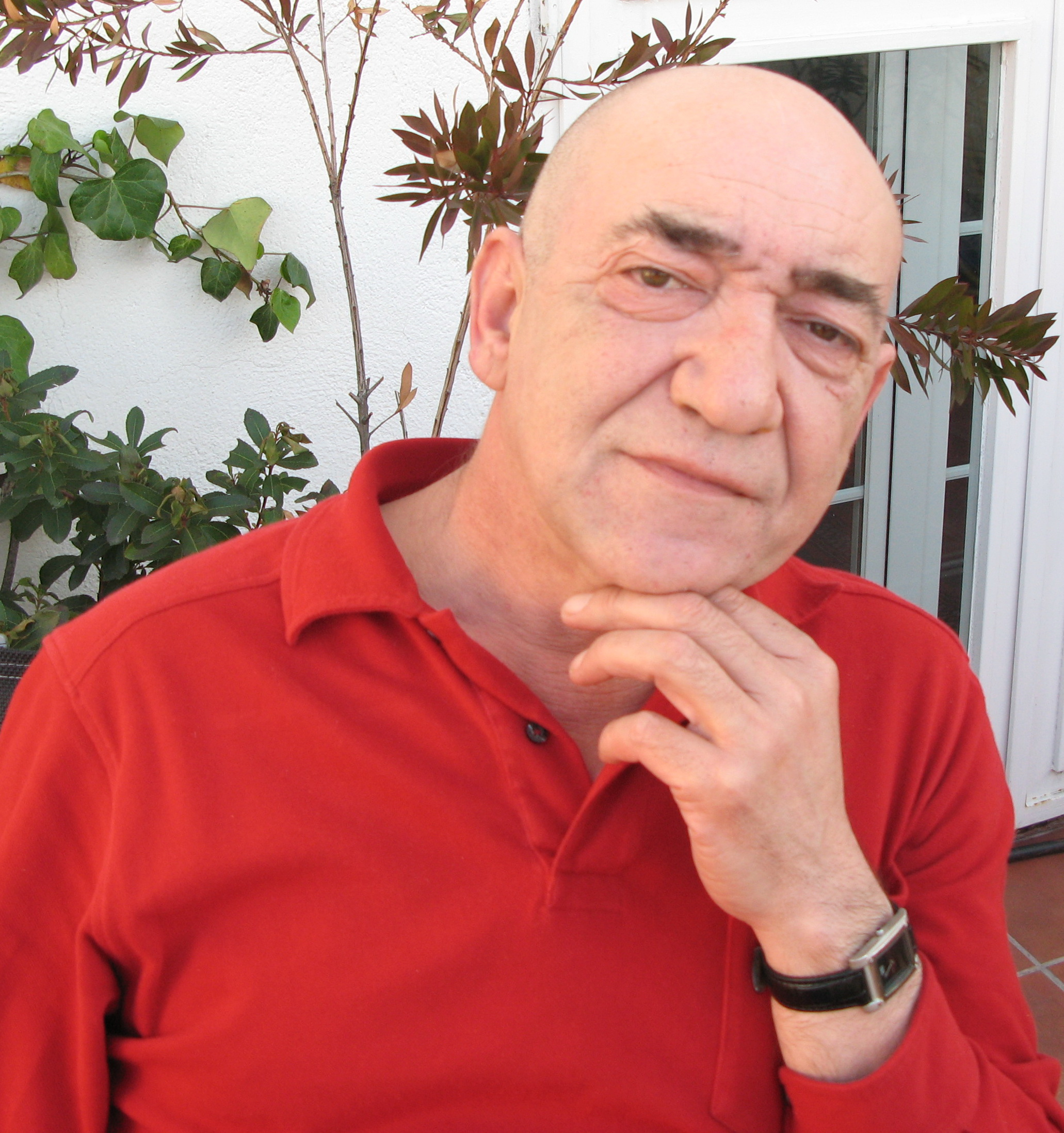
Mariano Vara, 2010

Mariano Vara Porras (Puebla de Almenara, Cuenca, 1955 - Madrid, 29 de julio de 2019) fue un periodista y escritor español.

## Biografía
Mariano Vara nació en la localidad de Puebla de Almenara (Cuenca). Cuando contaba con 7 años, su familia, por motivos laborales, se trasladó a la ciudad de Játiva (Valencia) donde cursó los estudios primarios. En esos años descubrió y empezó a amar la Literatura. Lector incansable empezó a escribir sus primeros cuentos y poesías. 
Posteriormente la familia se instaló en Valencia donde terminó el Bachillerato. Estudió Arte Dramático, creando entre amigos un grupo de teatro, a la vez que comenzaba a explorar el campo de la escritura. Escribió sus primeros relatos cortos y varias poesías que fueron publicadas en “Antología de Poetas de Xàtiva” publicada por el poeta setabense José López Selles. Más tarde inició Ciencias de la Información en la Universidad Complutense de Madrid y, en paralelo, comenzó a colaborar en los periódicos valencianos Jornada y Las Provincias. Asimismo, colaboró en La Semana, primer y único informativo de televisión dedicado a los jóvenes.
Al finalizar sus estudios, opositó para trabajar en Televisión Española, consiguiendo la plaza de redactor jefe de los Servicios Informativos en el centro territorial de TVE Aragón. Tras pasar ocho años en Zaragoza consiguió el traslado a Madrid destinado en los Servicios Informativos de fin de semana ejerciendo de periodista, redactor o realizador, entre otros cargos. Estuvo ligado a esta cadena hasta el año 2007.
Durante todos estos años compaginó su carrera profesional con la escritura, publicando varias novelas para jóvenes y adultos que fue presentando en numerosos centros educativos a lo largo de la geografía hispánica. Siempre con mensajes sobre la ecología, la paz, los derechos humanos, la solidaridad, el amor, la justicia… Su obra está atravesada por su ética, su pensamiento de izquierda y su alineamiento a los marginados, a los explotados. Participó en congresos sobre la diversidad educativa elaborando documentales informativos sobre la escuela inclusiva y colaborativa.
Muy implicado y activo en la recuperación de nuestra memoria histórica. Una buena aportación ha sido su documento audiovisual: “Homenaje a Marcos Ana, el último de los poetas republicanos”.
Recibió un Premio Nacional de Periodismo, con su libro La Kumari obtuvo el premio Altea de Literatura Infantil y Juvenil y fue miembro de la Asociación de la Prensa de Madrid desde 2003.

### Tren de ida y vuelta
A lo largo de su carrera se convirtió en un estudioso y un gran divulgador de la obra del poeta Miguel Hernández. Cabe destacar su excelente documental para TVE, informando sobre el Homenaje de 1992 en Huelva y Portugal al escritor oriolano y el primer documental del inicio de la Senda del poeta, dirigiendo la grabación acompañando a los caminantes. Ha hecho una gran promoción de los lugares hernandianos: Orihuela, Alicante, Madrid y Quesada. Y fruto de su investigación escribió con sencillez y rigor un libro biográfico sobre el poeta, “Tren de ida y vuelta”.

## Obra
Su producción como escritor se centró, mayoritariamente, en el lector infantil y juvenil. Algunas de sus obras son:

#### Narrativa
- La Kumari (1988) Premio Altea de Literatura Infantil y Juvenil 1988
- El amigo que vino del mar (1989)
- La diosa negra (1990)
- La puerta del infierno (1992)
- Los derechos torcidos (1995)
- La estrella fugaz (1995)
- Tren de ida y vuelta (2010)

#### Relatos cortos
- El lago de los recuerdos perdidos
- Los hombres transparentes
- Ladrona de tiempo
- Vidas casi paralelas
- El último tren a Xàtiva
- Ultimo viaje a ningún sitio